# Planckova duljina
Planckova duljina, je fizikalna konstanta, s oznakom lp, a to je jedinica duljine, jednaka 1,616252(81)×10−35 metara. Ime je dobila po Maxu Plancku, koji ju je prvi predložio.
Planckova duljina se određuje sa:
{\displaystyle \ell _{P}={\sqrt {\frac {\hbar G}{c^{3}}}}\approx 16,16252(81)\times 10^{-36}{\mbox{ m}}}
gdje je c – brzina svjetlosti u vakuumu, G – gravitacijska konstanta i {\displaystyle \hbar } - reducirana Planckova konstanta. Dvije brojke u zagradama predstavljaju standardnu grešku.

## Fizikalni značaj
Planckova duljina iznosi oko 10-20 od promjera protona, tako da je to izuzetno mala duljina. To je još puno manje, nego što je ikad izmjereno, jer najmanja duljina koja je izmjerena iznosi oko 10-5 od promjera protona. Zbog toga je Planckova duljina uglavnom teoretska vrijednost. Uglavnom, to je duljina ispod koje se ne može više mjeriti.
Planckova duljina bi imala vrijednost, kada bi bila poznata teorija kvantne gravitacije, ali još uvijek je za nas to nepoznanica. Planckova površina, koja je jednaka kvadratu Planckovih duljina, igra ulogu u entropiji crne rupe. Vrijednost te entropije je data sa  {\displaystyle A/4\ell _{P}^{2}}, gdje je A površina horizonta događaja.